# Alue Mulieng
Alue Mulieng is een bestuurslaag in het regentschap Aceh Timur van de provincie Atjeh, Indonesië. Alue Mulieng telt 442 inwoners (volkstelling 2010).